# گلاریول‌ها
گلاریول‌ها گروهی از پرندگان هستند که با هم به همراه دودوک‌ها و سلیم مصری تشکیل تیرهٔ چلچله‌بیابانیان را می‌دهند. آن‌ها پاهای کوتاه دارند، بال‌هایشان بلند و در انتها تیز است و دم‌های بلندی دارند.
اعضای این گروه عبارتند از:
- سرده گلاریول‌های پابلند Stiltia
  - گلاریول پابلند استرالیایی Stiltia isabella
- سرده چلچله‌بیابانی‌ها Glareola
  - گلاریول بال‌سرخ، Glareola pratincola
  - گلاریول خاوری، Glareola maldivarum
  - گلاریول بال‌سیاه، Glareola nordmanni
  - گلاریول ماداگاسکار، Glareola ocularis
  - گلاریول صخره‌ای، Glareola nuchalis
  - گلاریول خاکستری، Glareola cinerea
  - گلاریول کوچک، Glareola lactea